# Modi’in Merkaz
Modi’in Merkaz (hebr.: מודיעין מרכז) – główna stacja kolejowe w mieście Modi’in-Makkabbim-Re’ut, w Izraelu. Jest obsługiwana przez Rakewet Jisra’el.

Jest to pierwsza w Izraelu stacja kolejowa położona w całości pod ziemią. Dworzec jest przystosowany dla osób niepełnosprawnych.

## Połączenia
Pociągi z Modi’in-Makkabbim-Re’ut jadą do Naharijji, Hajfy i Tel Awiwu.